# Fokino, Breansk
Fokino (în limba rusă Фо́кино) este un oraș (statut primit din anul 1964 ) situat în partea vestică a Rusiei în regiunea Breansk, așezat pe malul stâng al râului Bolva, la o distanță de 16 km nord de orașul Breansk, capitala regională. La recensământul din 2021, localitatea avea o populație de 12.538 locuitori. Stație de cale ferată pe tronsonul care leagă orașele Breansk și Veazma. Principala ramură industrială prezentă în localitate o reprezintă industria materialelor de construcții (ciment, ceramică industrială, azbociment, etc).

## Istoric
Fokino a luat naștere în 1899  odată cu înființarea fabricii de ciment din localitatea vecină Borovka. Ulterior, în anul 1929 așezarea a devenit localitate-dormitor pentru muncitorii fabricii de locale ciment, purtând numele de Țementnîi Zavod (Цементный Завод), abreviat mai târziu în Țementnîi (Цементный) . În anul 1964, localitatea a devenit oraș, concomitent primind denumirea actuală după numele revoluționarului bolșevic Ignatii Ivanovici Fokin. În aceeași perioadă satul Borovka este alipit noului oraș.

## Admininistrație
Până în 2002, Fokino a avut funcția de oraș de importanță raională în cadrul raionului Deatkovo, pentru ca mai apoi să fie inclus în districtul administrativ urban Fokino, care, conform legislației Federației Ruse are un statut administrativ similar cu cel al unui raion.

## Personalități născute aici
- Elena Cernenko (n. 1957), om politic din Transnistria.